# 은석초등학교 (서울)
은석초등학교(恩石初等學校)는 대한민국 서울특별시 동대문구 장안동에 있는 사립 초등학교이다.

## 학교 연혁
- 1963년 3월 28일: 은석국민학교로 설립인가 교사는 서울특별시 종로구 명륜동1가에 둠
- 1963년 4월 16일: 은석국민학교로 개교 (설립자 및 초대 교장 박은혜 선생님)
- 1965년 8월 12일: 학교법인 동국학원에 합병
- 1966년 11월 20일: 종로구 연지동 1번지로 신교사 이전
- 1979년 4월 17일: 동대문구 장안2동 328번지로 신교사 이전
- 1980년 12월 9일: 학칙변경 인가 (24학급)
- 2001년 2월 5일: 연화 법당 중창
- 2005년 12월 14일: 학교공원화사업 준공
- 2007년 9월 10일: 정보화 도서실 확장 리모델링공사 완공
- 2007년 9월 15일: 동편 화장실 4개동 개수 공사 완공(비데시설 완비)
- 2007년 11월 7일: 영어교실 8실 확충(리모델링)
- 2008년 8월 10일: 과학실, 미술실 현대화사업 완공
- 2008년 8월 18일: 1,2학년 교실 리모델링 사업 완공
- 2008년 8월 20일: 다목적교실 팬지홀 개관
- 2008년 8월 28일: 영어전문도서관 개관(원어민 사서 지도)
- 2009년 1월 21일: 3,4층 3~6학년 교실 리모델링 공사 완공
- 2009년 1월 21일: 성악실, 방송실 리모델링 공사 완공
- 2009년 1월 21일: 4층 어학실(9,10 어학실) 리모델링 공사 완공
- 2009년 4월 15일: 은석 쉼터 준공
- 2009년 8월 23일: 급식실 리모델링공사 완공
- 2009년 8월 23일: 학교건물 외벽 리모델링 공사 완공
- 2010년 1월 26일: 4-4 교실 리모델링 공사 완공
- 2010년 2월 22일: 서울시교육청 인가「수학 영재학급」설치 운영
- 2010년 11월 27일: 2010사랑의 일기 큰잔치 최우수상(단체상)
- 2011년 4월 15일: 돌봄교실 신축
- 2011년 8월 13일: 동편 현관 도복도 신축
- 2011년 11월 9일: 급식실 및 대식당 개관식
- 2012년 2월 24일: 6-4 교실 리모델링 공사 완공
- 2012년 2월 24일: 무용실 리모델링 공사 완공
- 2012년 2월 24일: 상담실 리모델링 공사 완공
- 2012년 4월 13일: 제 49주년 개교기념식 및 체육관ㆍ강당 건립설명회
- 2013년 1월 18일: 1층 LED조명공사
- 2013년 1월 31일: 본관 뒷면 외벽 공사
- 2013년 1월 31일: 무용실 탈의실 및 골프장 탈의실 공사
- 2013년 2월 14일: 제 50회 졸업식 (107명) 연누계 8,733명. 남5,077명 여3,656명)

## 참고 자료
- 은석초등학교 - 한국교육학술정보원 학교알리미